# Arthur Newton
Arthur Lewis Newton (ur. 31 stycznia 1883 w Woodstock, w stanie Vermont, zm. 19 lipca 1950 w New Rochelle, w stanie Nowy Jork) – amerykański lekkoatleta długodystansowiec, trzykrotny medalista olimpijski.
W wieku 17 lat startował na igrzyskach olimpijskich w 1900 w Paryżu, gdzie zajął 4. miejsce w biegu na 3500 m z przeszkodami oraz 5. miejsce w biegu maratońskim. Po tym ostatnim biegu zarzucał medalistom, że korzystali ze skrótów przez paryskie ulice, ponieważ nie widział, by ktokolwiek go wyprzedzał. Zarzuty te jednak nie potwierdziły się.
W 1900 został mistrzem Stanów Zjednoczonych (AAU) w biegu na 5 mil oraz mistrzem juniorów na 1 milę. W 1902 zdobył mistrzostwo USA (AAU) na 2 mile z przeszkodami.
Podczas igrzysk olimpijskich w 1904 w Saint Louis Newton wystąpił w trzech konkurencjach, w każdej zdobywając medal. Najpierw zajął 3. miejsce w biegu na 2590 m z przeszkodami, potem również trzecie w biegu maratońskim, a w biegu drużynowym na 4 mile zwyciężył wraz z kolegami, którymi byli David Munson, Paul Pilgrim, George Underwood i Howard Valentine. Reprezentowali oni New York Athletic Club. Newton zajął 1. miejsce indywidualnie w tym biegu.
Rekord życiowy na dystansie 5 mil czasem 27.41,4 s. ustanowił mając zaledwie 17 lat (1900).